# Клей (округ, Западная Виргиния)
Округ Клей (англ. Clay County) располагается в США, штате Западная Виргиния. Официально образован 1858 году, получил своё название в честь американского политического и государственного деятеля Дэниела Уэбстера. По состоянию на 2010 год, численность населения составляла 9386 человека.

## География
По данным Бюро переписи США, общая площадь округа равняется 891 км², из которых 886 км² суша и 5 км² или 0,5 % это водоёмы.

### Соседние округа
- Калхун (Западная Виргиния) — север
- Бракстон (Западная Виргиния) — северо-восток
- Николас (Западная Виргиния) — юго-восток
- Канова (Западная Виргиния) — запад
- Рон (Западная Виргиния) — северо-запад

## Демография
По данным переписи населения 2000 года в округе проживает 10 330 жителей в составе 4 020 домашних хозяйств и 2 942 семей. Плотность населения составляет 12 человек на км². На территории округа насчитывается 4 836 жилых строений, при плотности застройки 12 строений на км². Расовый состав населения: белые — 98,22 %, афроамериканцы — 0,08 %, коренные американцы (индейцы) — 0,71 %, азиаты — 0,02 %, представители других рас — 0,09 %, представители двух или более рас — 0,89 %. Испаноязычные составляли 0,41 % населения независимо от расы.
В составе 33,5 % из общего числа домашних хозяйств проживают дети в возрасте до 18 лет, 58,2 % домашних хозяйств представляют собой супружеские пары проживающие вместе, 10,4 % домашних хозяйств представляют собой одиноких женщин без супруга, 26,8 % домашних хозяйств не имеют отношения к семьям, 24,3 % домашних хозяйств состоят из одного человека, 11,4 % домашних хозяйств состоят из престарелых (65 лет и старше), проживающих в одиночестве. Средний размер домашнего хозяйства составляет 2,55 человека, и средний размер семьи 3,01 человека.
Возрастной состав округа: 25,6 % моложе 18 лет, 9 % от 18 до 24, 27,5 % от 25 до 44, 24,2 % от 45 до 64 и 13,7 % от 65 и старше. Средний возраст жителя округа 37 лет. На каждые 100 женщин приходится 97,9 мужчин. На каждые 100 женщин старше 18 лет приходится 97,3 мужчин.
Средний доход на домохозяйство в округе составлял 22 120 USD, на семью — 27 137 USD. Среднестатистический заработок мужчины был 30 161 USD против 16 642 USD для женщины. Доход на душу населения составлял 12 021 USD. Около 24,4 % семей и 27,5 % общего населения находились ниже черты бедности, в том числе — 37 % молодежи (тех кому ещё не исполнилось 18 лет) и 15 % тех кому было уже больше 65 лет.